# Přenosový vůz

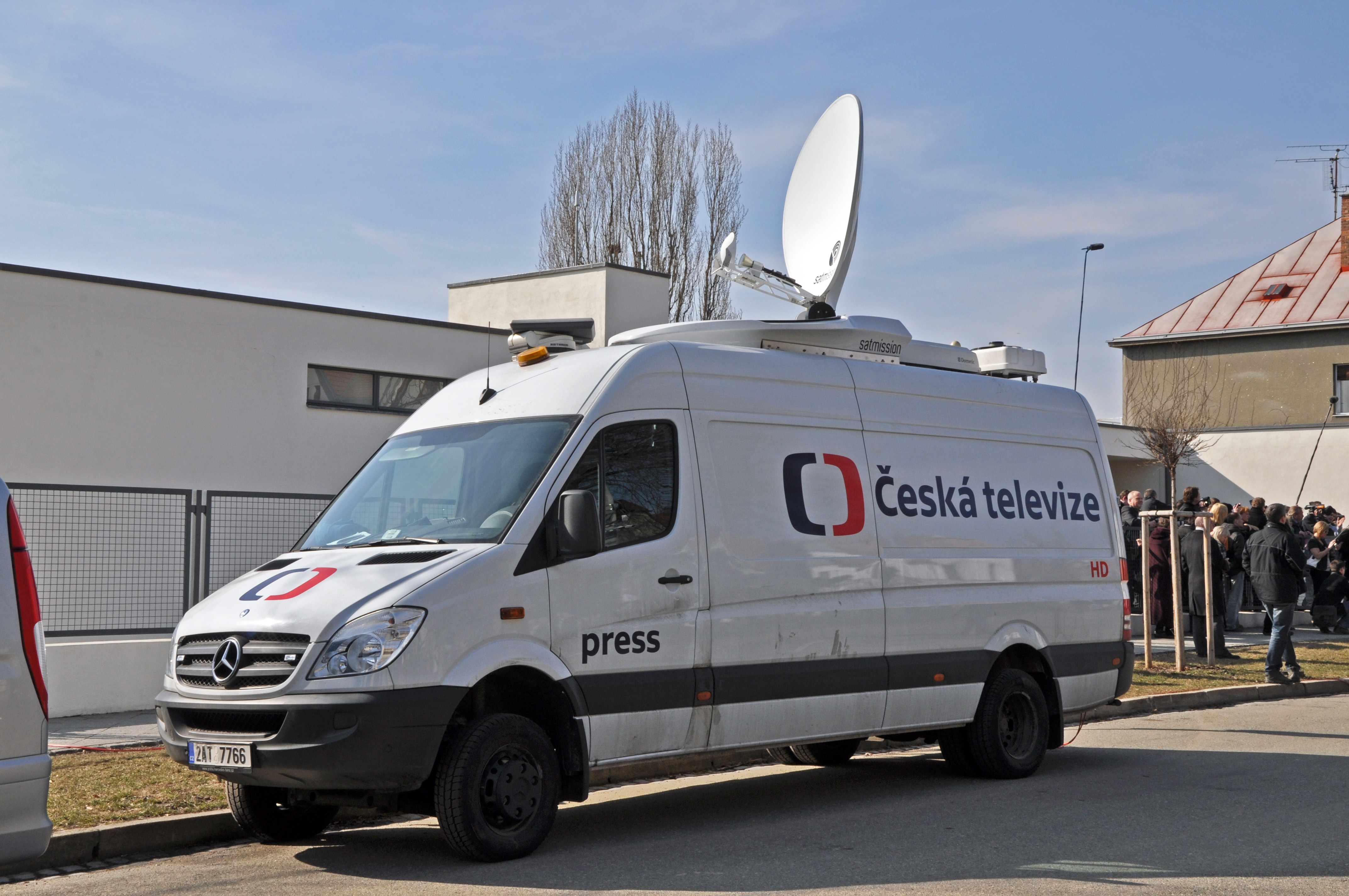
Přenosový vůz České televize před vilou Tugendhat v Brně (6. března 2013)

Přenosový vůz je speciální vozidlo, postavené na podvozku nákladního automobilu nebo autobusu. Slouží k přenosu televizního signálu z místa jeho natočení na televizní vysílač, přenášející signál k televizním přijímačům.

## Technický popis
Moderní přenosový vůz sestává ze tří základních komponentů:
- Generátorová jednotka – může se připojit do běžné rozvodné sítě, či na jiný externí proudový zdroj (dieselagregát apod.), některé vozy jsou již od výrobce vybaveny vlastním generátorem.
- Kontrolní stanoviště – řídí kamery a zvuk. Kamery mohou být k technice vozu připojeny kabelem, nyní jsou často užívány i kamery bezdrátové (dálkové). Mohou být umístěny na stativu, vozíku, na různých zdvižných nebo pojezdových mechanizmech, či na dronu. Pro ruční snímání obrazu se někdy kamera upíná do zařízení „steadicam“ jehož účelem je vyrovnávání kročejového efektu při chůzi. Soustava mikrofonů (drátových či dálkových) pro snímání zvuků je napojena do mixážního pultu, který provádí různé úpravy a korekce zvukového signálu, popřípadě vmíchávaní zvuků z jiných zdrojů.
- Přenosové stanoviště – které provádí technickou korekci signálů. Ta se provádí jednak před přenosem, kdy se kontroluje základní normované nastavení všech použitých technických zařízení a pak při vlastním přenosu, kdy jsou podle situace průběžně korigovány jednotlivé součásti i celkový signál a výsledek. Hlavní řídící složkou je pracoviště režiséra, jehož součástí bývá i pult střihače, případně pracovitě hlavního osvětlovače. Odtud dává režisér pokyny všem spolupracovníkům v průběhu zkoušek i vlastního přenosu.

## Vznik a vývoj

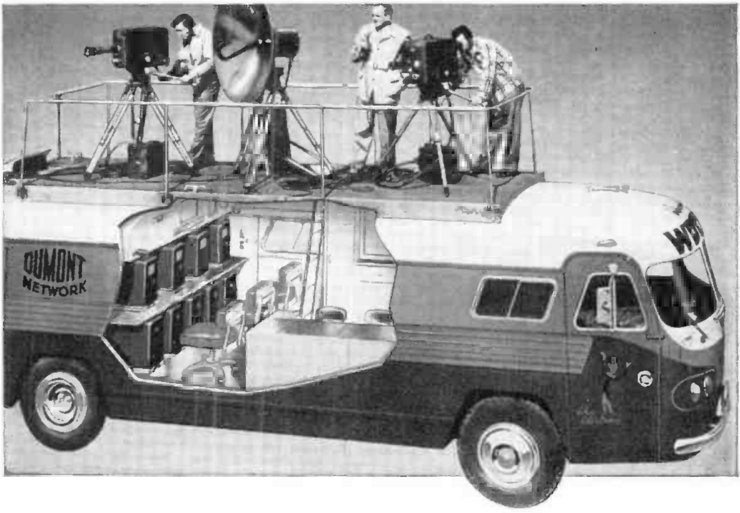
„Dumont Telecruiser“, jeden z prvních přenosových vozů z roku 1949 (Dumont Television Network)

Televize je založena na třech principech formulovaných skotským hodinářem Alexandrem Bainem v roce 1843: obraz je třeba rozložit na řádky a světelné body. Světelné body převést na elektrické impulzy a naopak, rozkládání a skládání musí probíhat synchronizovaně. Tyto principy umožňují přenos obrazu na dálku tak, že se speciálním zařízením – kamerou - obraz nasnímá, na dálku se přenese a zobrazí na stínítku – obrazovce. Televize měla výrazný rozvojový potenciál. Mohla přenášet aktuální obrazové zprávy v témž čase, ve kterém vznikaly. A proto se tvůrcům televizních pořadů zdálo brzy málo jen číst zprávy ve studiu, i když mohly být doprovázeny pohybem moderátora nebo ilustrativními obrázky. Chtěli víc. Chtěli záběry z ulic, sportovišť nebo krajiny.
První doložené pokusy o zařazení aktuálních záběrů jsou z Olympijských her 1936 v Německu. Aktuální šoty z dějišť se natáčely na film, u stadionu byl přistaven autobus s laboratoří a tam se hned filmové záběry vyvolaly. Pak se film fyzicky převezl a přenesl do studia a večer byl zařazen do zpravodajství jako aktuální záběry. Zřejmě tak vznikl nový žánrový pojem „televizní přenos“. V té době se v televizním vysílání střetávaly dvě technologie – starší Bairdova metoda mechanického přenosu s novější Marconiho metodou používající elektronický přenos obrazu. Elektronický přenos umožnil televizi „přestřihnout pupeční šňůru“, spojující ji s kamenným studiem. Signál se přenášel vzduchem. Stále bylo ale třeba dodávat kamerám energii a průběžně kontrolovat co snímají. Tak se zrodil přenosový vůz.

### Vývoj ve světě
První přenosový vůz vznikl pravděpodobně v roce 1937 v Anglii z iniciativy studia BBC. Sestával vlastně ze tří vozů – kontrolního vozu (scanner ) kontrolujícího co se nahrává a co se vysílá, vozu přenášejícího signál (transmiter van) a vozu nesoucího generátor (power van). Celá soustava se nazývala MCR – Mobile kontrol room a byla přesnou replikou studiového vybavení studia v Alexandra Palace. Vznikla v dílnách výrobce autobusů AEC, které sídlily na londýnském předměstí Southall, nedaleko od studia BBC. Do vnitřního prostoru autobusu tvořícího kontrolní vůz byly na jednu stranu umístěny řídící jednotky pro tři kamery Emitron, na protější straně bylo umístěno ostatní vybavení. Na konci uličky byly umístěny dva monitory, jeden náhledový a jeden TX, tedy ukazující přenášený obraz. Na náhledový monitor mohl být přenesen obraz každé ze tří kamer a režisér si vybral, který obraz bude vysílat. Byl však vidět vždy jen obraz z jedné kamery. Vůz pro přenos signálu byl vybaven anténní soustavou, která umožňovala přesměrovat signál na televizní vysílač. Generátorová jednotka dokázala zajistit proud pro všechna zařízení na dobu několika hodin. Premiéru MCR měla při přenosu korunovace krále Jiřího VI. 12. května 1937. Po korunovaci se MCR přesunula do Wimbledonu, odkud až do konce června přinášela reportáže z nejslavnějšího tenisového klání. Koncept mobilních přenosových jednotek začala kopírovat všechna televizní studia. Postupem času došlo k integraci kontrolního a přenosového vozu do jednoho, generátorové jednotky však zůstávaly nadále samostatným vozidlem. To mělo svůj praktický důvod. V případě delšího přenosu bylo možné použít více generátorových vozů a připojovat je postupně. Přenosové vozy byly vždy stavěny jako speciální vozidla. Vzhledem k váze vybavení byla využívána šasi autobusů. Kapoty vycházely také z tvaru autobusů, avšak byly upravovány na míru. Aby bylo možné na střechu vozidla umístit anténní systém, byl přidáván nosný rám podpírající střechu. V období konce světové války začalo francouzské televizní studio Dumont využívat přenosový vůz s pochozí zpevněnou střechou, na kterou bylo možné vynést kamery a natáčet záběry z výšky.

### Vývoj v Československu
V poválečné ČSR začala Československá televize pravidelně vysílat 1. května 1953. Studio bylo v budově Měšťanské besedy (Vladislavova ul.), v počátcích byl dál signál veden kabelem na Petřín a odtud pak přes vysílač šířen do Prahy a okolí. I naše televize si prožila své „dětské“ studiové období. Významným mezníkem v jejím vývoji byl leden 1955, kdy se v ČSR realizoval „první dálkový televizní přenos reálného děje“. Čs. televize tehdy získala dva tříkamerové přenosové vozy a přenos se uskutečnil z pražské Štvanice. Jednalo se o reálný průběh hokejového zápasu Československo-Švédsko, který skončil vítězstvím Československa 5:3. Rázem bylo v tehdejší Čs. veřejnosti o čem psát a diskutovat, z prodejen byly vykoupeny všechny televizory, nastal silný společenský tlak na výrobce i dovozce televizorů, který trval několik let. Přenosové vozy se rozjely po Čechách sbírat aktuální zprávy. První československé přenosové vozy vznikly modifikací autobusů Škoda 706 RTO, do kterých bylo zabudováno vybavení značky Tesla. Tento typ přenosového vozu měl již generátorovou jednotku vestavěnou přímo v zadní části vozidla, i když bylo možné využít též přídavný generátor, který mohl být vlečen za vozidlem. Uvnitř vozu byly umístěny příhledové monitory pro všechny tři kamery a TX monitor. Dále zde byl integrován kontrolní mixážní pult, umožňující mix obrazových a zvukových stop, které se tehdy stále natáčely odděleně. Podle vzpomínek pamětníků však neměly tyto přenosové vozy ideální zvukovou izolaci, takže uvnitř byly slyšet zvuky z ulice. Pracovní prostor nebyl z počátku vytápěn, takže pokud se čekalo na zahájení přenosu, bylo uvnitř velmi chladno. Jakmile se však spustila technika, dokázala v krátké době vytopit interiér pracoviště na saunovací teplotu.
Po roce 1968 byly jako přenosové vozy využívány vozy značky LiAZ-677, vyráběné v Likinském autobusovém závodě v tehdejším SSSR. Stále však byl zachován princip „na míru“ stavěné nástavby na autobusovém podvozku. V roce 1982 se začala vyrábět modernizovaná verze LiAZ-677M, která měla lepší brzdový systém, modernější tvar s hranatými světly a byla vybavena modernější technikou, stále však tuzemské značky Tesla. Poslední přenosový vůz tohoto typu byl Československé televizi dodán v roce 1983.

## Shrnutí rozvoje
Od svých počátků prodělaly televizní přenosy dlouhý a složitý vývoj. Na ten je možno nahlížet jednak z hlediska technologického (elektronické systémy, stupeň rozvoje techniky atd.) a jednak z hlediska použití obrazových vyjadřovacích prostředků (kamerové a režijní pojetí, střih atd.) Televizní přenosy se však stále realizují prostřednictvím přenosového vozu. Jejich programová kapacita je udávána počtem kamer, protože na ně je většinou navázána složitost a kvalita ostatního vybavení. Škála přenosových vozů je dnes velmi různorodá – od jednokamerových až po multikamerové vozy. Od toho se odvíjí jejich velikost. Malé přenosové vozy se staví na platformě dodávkových automobilů, pro složité přenosy se používají vozy stavěné jako nástavby nákladních automobilů.

## Přenosové vozy užívané Českou televizí dnes
Česká televize dnes používá z velkých přenosových vozů např. typ PV HD 3, což je na míru stavěný návěs, který lze připojit za tahač a přemisťovat. Špičkovou elektronikou jej vybavily firmy Elektronika Bratislava a Broadcast Solutions a dokáže obsloužit až 16 kamer současně. Dále disponuje osmikamerovým (výrobce Elektronika, SR) a šestikamerovým přenosovým vozem HDTV (výrobce KIT digital Czech), stále slouží několik starších velkých přenosových vozů, pro zpravodajské účely jsou užívány kompaktní satelitní vozy (SNG) Volkswagen a nejnovějším trendem je přenos pomocí handycam nebo smartphone zařízení pomocí wifi sítě.